# Departamento de Bui
Bui es un departamento de la región Noroeste de Camerún. En noviembre de 2005 tenía una población censada de 321 969 habitantes.
Está formado por los siguientes municipios:
- Jakiri 47,022
- Kumbo 83,479
- Mbven 20,289
- Nkum 44,059
- Noni 39,400
- Oku 87,720